# Rhené-Baton

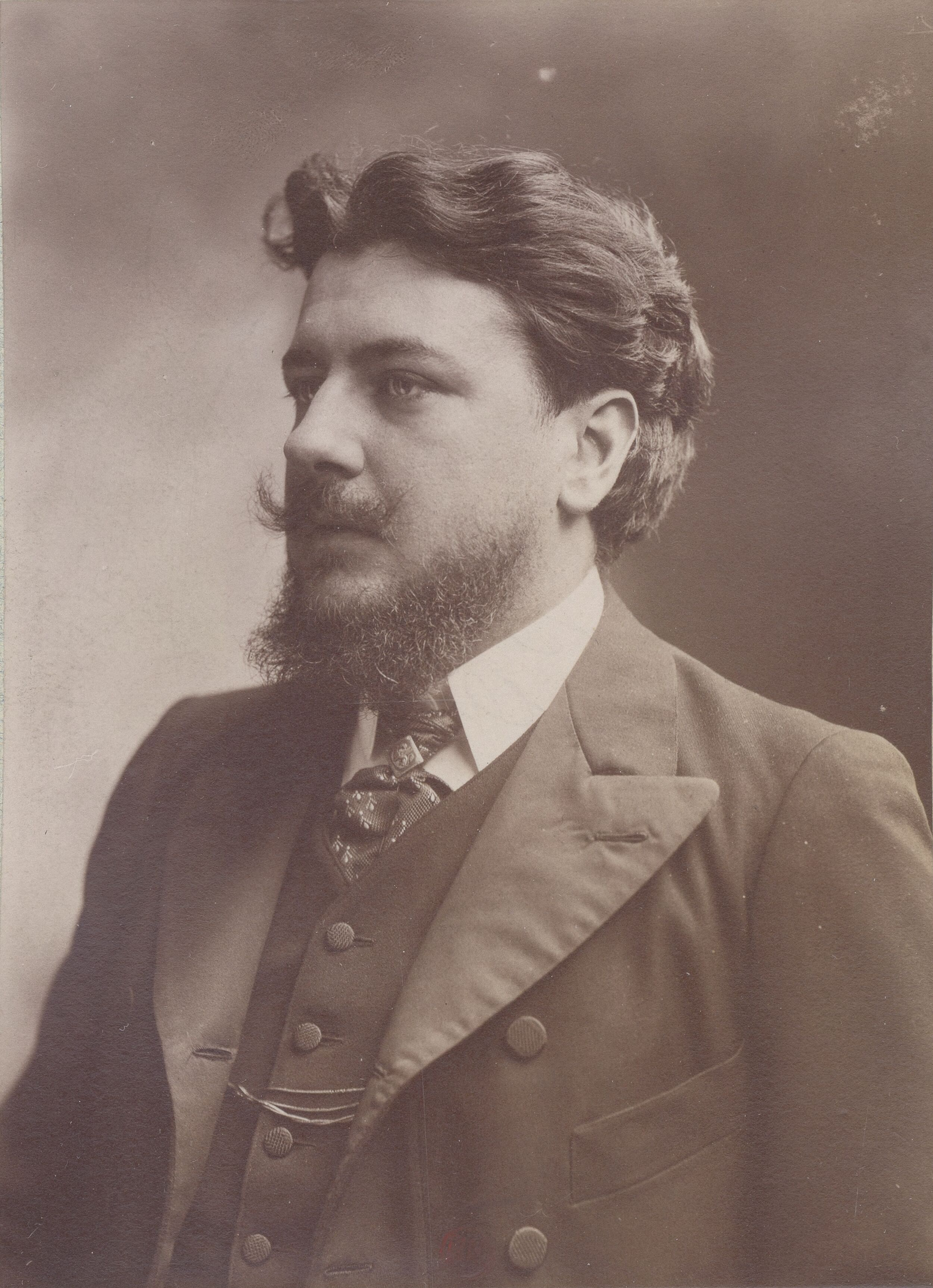
Rhené-Baton

Rhené-Baton, eigentlich René-Emmanuel Baton (Schreibweise auch Bâton) (* 5. September 1879 in Courseulles-sur-Mer, Département Calvados; † 23. September 1940 in Le Mans) war ein französischer Dirigent und Komponist.

## Leben
Rhené-Baton studierte am Conservatoire de Paris Klavier und Musiktheorie bei André Gedalge. 1903 wurden seine Variations für Klavier und Orchester durch die Société nationale de Musique uraufgeführt. 1907 bis 1908 war er Chordirigent an der Pariser Opéra-Comique. Anschließend dirigierte er die Société Sainte Cécile in Bordeaux und die Société Populaire von Angers (1910–1912). 1910 wurde er als Dirigent zum „Festival de musique française“ nach München eingeladen. Auf Wunsch von Sergei Djagilew dirigierte er das Orchester der Ballets Russes in London und in Südamerika (1912–1913).
Während des Ersten Weltkrieges war Rhené-Baton Chef der Königlichen Holländischen Oper (1916–1918) und leitete die Sommerkonzerte des Orchesters der Den Haager Residenz in Scheveningen (1914–1919). Serge Sandberg übertrug ihm 1918 die Leitung des Orchestre Pasdeloup in Paris, die er bis 1932 innehatte; auch danach dirigierte er das Orchester weiterhin. Rhené-Baton setzte sich dafür ein, den Zugang zur Musik zu „demokratisieren“, indem er für Plätze mit günstigen Preisen sorgte und Werkeinführungen an den Beginn von Konzerten setzte.
Rhené-Baton war Dirigent zahlreicher Uraufführungen, beispielsweise
- Les Evocations von Albert Roussel (1912),
- Printemps von Claude Debussy (1913),
- Habanera von Louis Aubert (1919),
- l'Alborada del gracioso (1919) und die Orchesterversion von Le Tombeau de Couperin von Maurice Ravel (1920),
- Les Agrestides (1922) sowie Symphonie avec orgue von Georges Migot,
- Requiem von Guy Ropartz (1939)

Ferner dirigierte er die französische Erstaufführung des futuristischen Stücks Eisengießerei von Alexander Mossolow.
Arthur Honegger widmete ihm Le Chant de Négamon (1918) und Albert Roussel seine 2. Sinfonie (1923).

## Werk
Rhené-Baton komponierte Orchesterwerke, Kammermusik und Lieder. Trotz seines Einsatzes als Dirigent für zeitgenössische Komponisten blieb sein Stil vergleichsweise konservativ, was auch in der Bevorzugung klassischer Formen (u. a. der Suite) zum Ausdruck kommt. So finden sich Werktitel wie "Passacaille", "Bourrée" (beide für Flöte und Klavier) oder "Dans le style rococo" (für Klavier). Darüber hinaus orchestrierte er sechs Tänze von Claude Gervaise. Obwohl in der Normandie geboren, fühlte sich Rhené-Baton sehr zur Landschaft und Musik der Bretagne hingezogen, was sich ebenfalls in der Titelwahl einiger Werke widerspiegelt (u. a. den Klavierwerken "En Bretagne" oder "Vieille chapelle en Cornouaille"). Er unterhielt Freundschaften mit den bretonischen Komponisten Paul Le Flem, Paul Ladmirault und Louis Aubert.